# Galactia
Galactia là một chi thực vật có hoa thuộc họ Fabaceae.

## Một số loài
- Galactia anomala Lundell
- Galactia martii DC.
- Galactia megalophylla (F.Muell.) J.H.Willis
- Galactia regularis (L.) Britton et al.[cần kiểm chứng] (= G. volubilis)
- Galactia smallii
- Galactia striata (Jacq.) Urb.
  - Galactia striata var. villosa (Wight & Arn.) Verdc. (= G. tenuiflora var. villosa)
- Galactia tenuiflora (Willd.) Wight & Arn.
  - Galactia tenuiflora var. lucida[cần kiểm chứng]

## Hình ảnh

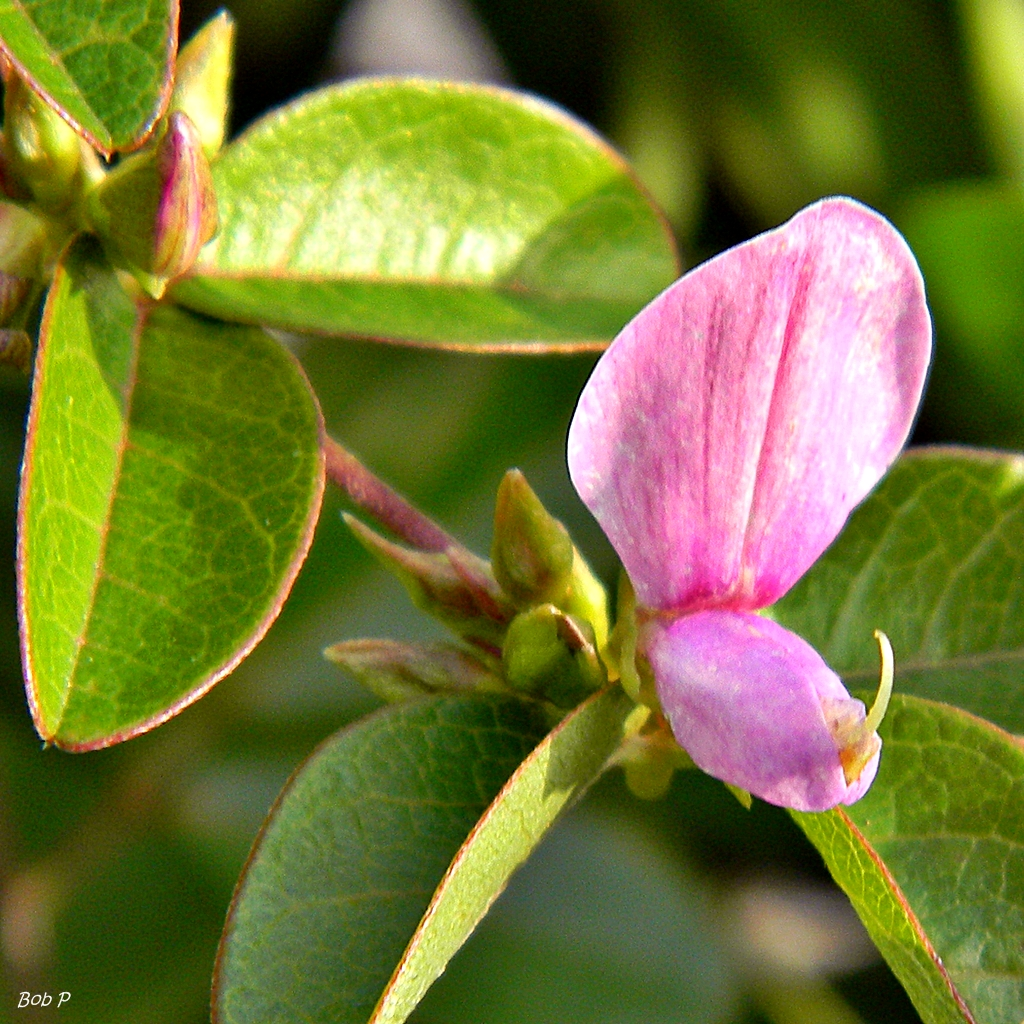